# Вавжинцовице
Вавжинцо̀вице (на полски: Wawrzyńcowice) е село в Южна Полша, Ополско войводство, Крапковишки окръг, община Стшелечки. Според Полската статистическа служба към 31 декември 2009 г. селото има 82 жители.

## География

### Местоположение
Селото се намира в географския макрорегион Силезка равнина, който е част от Централноевропейската равнина. Разположено на 7 км югоизточно от общинския център село Стжелечки.

## Инфраструктура
Селото е електрифицирано, има телефон и канализация. В 2002 г. от общо 22 обитавани жилища – снабдени с топла вода (20 жилища), с газ (11 жилища), самостоятелен санитарен възел (20 жилища); 1 жилище има площ под 30 m², 2 жилища 40–49 m², 1 жилища 50–59 m², 5 жилища 60–79 m², 3 жилища 80–99 m², 3 жилища 100–119 m², 7 жилища над 119 m².